# Carol's Second Act
Carol's Second Act es una serie de televisión de comedia de situación estadounidense creada por Emily Halpern y Sarah Haskins, que se estrenó el 26 de septiembre de 2019 en CBS. Está protagonizada por Patricia Heaton, Ito Aghayere, Lucas Neff, Jean-Luc Bilodeau, Sabrina Jalees, Ashley Tisdale, Kyle MacLachlan y Cedric Yarbrough. El 6 de mayo de 2020, la serie fue cancelada tras una temporada.

## Premisa
Después de criar a sus dos hijos y retirarse de la enseñanza, Carol Kenney se embarca en un segundo acto único: perseguir su sueño de convertirse en doctora completando la escuela de medicina y comenzando una Pasantía en el Hospital Loyola Memorial.

## Elenco

### Principal
- Patricia Heaton como la Dra. Carol Kenney, la miembro más antigua del nuevo grupo de internos del Hospital Loyola Memorial. Carol está divorciada y tiene dos hijos adultos. Antes de la escuela de medicina, era profesora de ciencias en la escuela secundaria.
- Ito Aghayere como la Dra. Maya Jacobs, la jefa de residentes del Loyola Memorial con una reputación de estricta disciplina y perfeccionismo.
- Lucas Neff como el Dr. Caleb Sommers, uno de los miembros del grupo de internos de Carol que secretamente siente que no merece su posición por haber entrado a través de conexiones familiares. Tiene una relación complicada con su superior, el Dr. Stephen Frost.
- Jean-Luc Bilodeau como el Dr. Daniel Kutcher, otro miembro del grupo de internos de Carol. Se graduó de Harvard en 2014 y de la Escuela de Medicina Harvard en 2018 y ya ha sido publicado en The New England Journal of Medicine-dos veces. Sin embargo, es inseguro y demasiado idealista sobre su profesión, buscando la gloria para sí mismo a través de su trabajo.
- Sabrina Jalees como la Dra. Lexie Gilani, otra miembro del grupo de internos de Carol que se encuentra bajo una inmensa presión por haber sido la primera de su familia en asistir a la universidad. No tiene paciencia con los médicos que no se toman en serio su trabajo.
- Ashley Tisdale como Jenny Kenney, La hija de Carol, de gran corazón, que trabaja como representante farmacéutica. Jenny ama y apoya a Carol, y su comportamiento práctico y extrovertido es un contrapunto prometedor para los neuróticos colegas médicos de su madre. A pesar de que Carol le ha dicho que está fuera de los límites, Daniel está enamorado de ella.
- Kyle MacLachlan como el Dr. Stephen Frost, el jefe médico y jefe de departamento en el Loyola Memorial. Él le da un brillo inmediato a Carol, en contraste con el más despiadado Dr. Jacobs.
- Cedric Yarbrough como el Enfermero Dennis,[2] el despiadado supervisor de enfermería del hospital que insiste en dar y recibir respeto.

### Invitados
- Camille Chen como Sharon, la esposa de un paciente.
- Carol Mansell como la Sra. Zahn, una paciente anciana con fiebre.
- Matt Braunger como Gary, un paciente con un fascinante y raro problema.
- Larry VanBuren Jr. como Darrin Alexander, un célebre atleta universitario
- Ben Kolyke como el Entrenador Dean, el entrenador de Darrin.
- Essence Atkins como Kathleen, la madre de Darrin.
- Jane Kaczmarek como Phyllis, La amiga de Carol de sus días de maestra.
- Alan Blumenfeld como el Sr. Tuverson, un desagradable y pervertido paciente de Carol.
- John Ross Bowie como Gordon, un paciente que finge estar enfermo para evitar el contacto con sus suegros.
- Kerri Kenney como Nancy
- Marisa Davila como Harper

## Episodios
| N.º | Título                | Dirigido por        | Escrito por                                    | Fecha de emisión original | Código de prod. | Audiencia (millones) |
| --- | --------------------- | ------------------- | ---------------------------------------------- | ------------------------- | --------------- | -------------------- |
| 1 | «Pilot»               | Pamela Fryman       | Emily Halpern & Sarah Haskins                  | 26 de septiembre de 2019  | CSA101          | 5.97                 |
| Después de un divorcio difícil, la Dra. Carol Kenney se presenta en su primer día en el Hospital Loyola Memorial junto con sus compañeros de prácticas Daniel Kutcher, Caleb Sommers y Lexie Gilani. Carol inmediatamente se enfrenta a su supervisora, la Dra. Maya Jacobs, quien desaprueba su actitud alegre y su desprecio por la estricta jerarquía del hospital, y la castiga asignándole la tarea de recolectar muestras de heces para el resto del día. Lexie descubre que Caleb solo se convirtió en interno después de que su familia interviniera, lo cual la ofende y discuten; Carol los obliga a reconciliarse usando su experiencia como antigua profesora. Maya descubre que Daniel violó el protocolo al permitir que Carol hablara con su paciente sobre los resultados de sus pruebas, y la felicita por manejar bien las noticias difíciles. Carol conoce al Dr. Stephen Frost, un médico de alto nivel del hospital que le toma cariño. |                       |                     |                                                |                           |                 |                      |
| 2 | «You Give Me Fever»   | Pamela Fryman       | Emily Halpern & Sarah Haskins                  | 3 de octubre de 2019      | CSA102          | 5.68                 |
| A Carol se le asigna su primer paciente: una anciana que se queja de fiebres. Cuando no aparecen problemas obvios en los exámenes de la paciente, la Dra. Jacobs ordena a Carol que le dé el alta a la paciente de acuerdo con el protocolo del hospital. En lugar de ello, Carol la desafía explotando una laguna jurídica para mantener a la paciente durante unas pocas horas más para que pueda realizar más pruebas, que no arrojan ningún resultado. A Daniel se le encomienda la tarea de extraer sangre, lo que sigue postergando hasta que Lexie se da cuenta de que no sabe cómo hacerlo. El Dr. Frost hace los arreglos para que la enfermero Dennis le enseñe a Daniel cómo extraer sangre, lo que Lexie convierte en un humillante vídeo corto. Carol encuentra píldoras sospechosas en la bolsa de su paciente y hace que su hija Jenny las identifique, lo que le permite determinar que al paciente se le ha recetado el tipo de medicamento equivocado. La Dra. Jacobs entonces la castiga por insubordinación obligándola a hacer papeleo adicional. |                       |                     |                                                |                           |                 |                      |
| 3 | «The Zebra»           | Phill Lewis         | John Blickstead & Trey Kollmer                 | 10 de octubre de 2019     | CSA104          | 4.95                 |
| El hospital recibe una potencial «cebra», un paciente con una condición extremadamente rara que le dará al médico que lo atiende la oportunidad de escribir un artículo para una revista médica. Los internos se pelean entre ellos por la oportunidad de tratar a la cebra, y Caleb y Lexie persuaden a la Dra. Jacobs para que asigne a Carol a otro paciente para mejorar sus posibilidades. Resulta que el paciente de Carol es la cebra, y ella se venga negándose a que ninguno de los dos la ayude. Solo cuando el paciente sufre una reacción alérgica casi fatal, se traga su orgullo y deja que la ayuden. Posteriormente, Carol decide dejar que Caleb y Lexie sean los coautores de su artículo. Mientras tanto, Daniel come accidentalmente el panecillo de arándanos de la Dra. Jacobs y se ve obligado a pedirle al enfermero Dennis uno nuevo. A cambio, tiene que disfrazarse de payaso y entretener a los pacientes enfermos para divertir al enfermero.                                                                                             |                       |                     |                                                |                           |                 |                      |
| 4 | «Marathon Day»        | Pamela Fryman       | Andy Roth                                      | 17 de octubre de 2019     | CSA105          | 5.08                 |
| La Dra. Jacobs llega tarde al trabajo después de correr una maratón y se desploma. El Dr. Frost asigna a Carol para que sea su médico de cabecera mientras el resto de los internos trabajan con otros corredores de maratón lesionados; Carol decide aprovechar la oportunidad para demostrarle a la Dra. Jacobs que merece su respeto. Daniel y Lexie descubren que Caleb tiene un miedo irracional a los pies, lo que le impide ayudarlos a lidiar con el enorme atraso de pacientes. Lo sometieron a una terapia de exposición, que le permite superar su miedo. Carol descubre que la Dra. Jacobs es obstinada y se niega a seguir su consejo o a dejar que la ayude, lo que toma como una señal de que Jacobs no está dispuesta a reconocerla como médico. Sin embargo, la Dra. Jacobs explica que, al ser una médica de raza negra, tiene que atenerse a normas más estrictas para que se la tome en serio. Luego le dice a Carol que, de hecho, la respeta. |                       |                     |                                                |                           |                 |                      |
| 5 | «The Nightfloat»      | Pamela Fryman       | Ari Berkowitz                                  | 24 de octubre de 2019     | CSA106          | 5.10                 |
| Carol tiene su primera «carroza nocturna», siendo la única médico de guardia de la noche. La posición viene con una presión enorme, y habiendo ya sido advertida por la Dra. Jacobs de no llamarla, ella en cambio le pide al Dr. Frost que se quede unas horas más para ayudarla. Jenny lleva a los internos a un bar, y ella y Daniel tratan de ayudar a Lexie y Caleb a coquetear con algunas mujeres solteras; después de que se van, Daniel admite a Jenny que está enamorado de ella. El enfermero Dennis le informa a Carol que no puede esperar que otros médicos la saquen de apuros en la carroza nocturna, así que manda al Dr. Frost a casa e intenta terminar la noche ella misma, llamando finalmente a la Dra. Jacobs cuando sospecha que un paciente tiene una afección cardíaca poco común y necesita una segunda opinión. Los otros internos se burlan de Carol por «espeleología», pero Dennis la defiende, dándole a Carol un nuevo nivel de respeto por parte de sus pares.                                                                       |                       |                     |                                                |                           |                 |                      |
| 6 | «Game Changer»        | Angela Barnes Gomes | Darrin Bragg                                   | 7 de noviembre de 2019    | CSA107          | 5.00                 |
| El famoso atleta Darrin Alexander es admitido en el hospital con una costilla rota; los exámenes revelan que tiene una seria condición médica que potencialmente podría causar que su corazón se desvanezca en cualquier momento. Como su médico, Carol le aconseja que deje de jugar al fútbol, pero Darrin, su entrenador e incluso su madre apoyan su decisión de seguir jugando. Carol está furiosa porque su consejo ha sido desatendido, pero el Dr. Frost le dice que aunque no puede obligar a sus pacientes a vivir vidas perfectamente sanas, su preocupación por ellos es lo que la convierte en una gran doctora. Daniel finge tener disfunción eréctil para ayudar a Jenny a cumplir con su cuota de venta de un nuevo medicamento. Aunque ella le había dicho anteriormente que no salía con médicos, se ofrece a llevarlo a cenar como amigo. Sin embargo, cuando Carol le pregunta por qué le mintió, Daniel decide no contarle sobre su relación. |                       |                     |                                                |                           |                 |                      |
| 7 | «Dr. Mom»             | Pamela Fryman       | Becky Mann & Audra Sielaff                     | 14 de noviembre de 2019   | CSA103          | 4.74                 |
| La Dra. Jacobs, disgustada por los malos hábitos de higiene y de vida de los internos, les dice que mejoren. Carol entonces se encarga de enseñarles cómo ahorrar tiempo y a la vez limpiar la sala de estar. Los internos se recuperan rápidamente, pero la incapacidad de Carol para dejar de ser madre le impide cumplir con sus obligaciones, lo que hace que la Dra. Jacobs le entregue su último paciente a Daniel. Frustrada, termina gritándoles y llamándolos «gente sucia y perezosa». Jenny interviene y le dice que los trate como a sus iguales y no como a sus hijos o a sus estudiantes, lo que permite la reconciliación. Jenny tiene su propio problema: el Dr. Frost se niega a prescribirle ninguno de sus medicamentos debido a su desagrado por los representantes farmacéuticos. Para evitarlo, Jenny hace que el enfermero Dennis argumente que los medicamentos prescritos también serían beneficiosos para el personal, ganándose al Dr. Frost.                                                                                               |                       |                     |                                                |                           |                 |                      |
| 8 | «Sick and Retired»    | Pamela Fryman       | Margee Magee                                   | 21 de noviembre de 2019   | CSA109          | 4.87                 |
| La amiga de Carol, Phyllis, es admitida en Loyola después de una caída. Cuando hablan, Phyllis explica lo feliz que ha sido desde que se retiró de la enseñanza y habla de todo lo que ha estado haciendo, como la planificación de un viaje a Francia. Esto hace que Carol reflexione sobre su decisión de lanzarse a otra carrera en lugar de retirarse, ya que comienza a darse cuenta de todas las cosas que nunca podrá hacer debido a las exigencias de su nueva profesión. Daniel le roba a Caleb la idea de un diagnóstico y se la presenta como suya a la Dra. Jacobs. Caleb dice que no le importa, lo que hace creer a Daniel que está tramando una venganza. Resulta que Caleb está dispuesto a ser tan mezquino como él, pero de una forma más estratégica. Carol descubre que Phyllis se ha convertido en una alcohólica para hacer frente al aburrimiento del retiro, y acepta que después de todo tomó la decisión correcta. |                       |                     |                                                |                           |                 |                      |
| 9 | «Therapy Dogs»        | Katy Garretson      | Broti Gupta                                    | 5 de diciembre de 2019    | CSA108          | 4.70                 |
| El hospital trae perros de apoyo emocional para mejorar el bienestar de los pacientes. La intuición de Lexie revela una condición potencialmente fatal en un paciente que puede ser corregida a través de la cirugía. Carol es inflexible en cuanto a que Lexie sea honrada por salvar la vida de alguien, pero Lexie se niega, diciendo que está demasiado estresada por tener que tomar decisiones de vida o muerte. El Dr. Frost les da a Caleb y a Daniel una hora para diagnosticar a Gordon, un hombre sin síntomas obvios. Cuando no lo hacen, revela que Gordon no tiene ninguna enfermedad - simplemente está fingiendo para poder permanecer en el hospital lejos de sus desagradables suegros. Un perro desaparece, y Carol descubre que Lexie lo robó para su comodidad. Las dos hablan, y Carol decide hacer arreglos para que los perros de apoyo sean entregados a los médicos por el resto del día. Caleb y Daniel sorprenden a Gordon tratando de comer maní, al cual es alérgico, y lo persiguen.                                                    |                       |                     |                                                |                           |                 |                      |
| 10 | «Merry December 19th» | Scott Ellis         | Becky Mann & Audra Sielaff                     | 12 de diciembre de 2019   | CSA110          | 5.01                 |
| Como Jenny se va a pasar la Navidad con su padre en un crucero, Carol planea una fiesta para que puedan compartir un poco de tiempo de Navidad juntos. Sin saberlo, Jenny ha estado planeando tener una cita con Daniel antes de partir, lo que molesta a Carol porque siente que a Jenny ya no le importa pasar tiempo con ella. La noche de cita de Daniel se ve desbaratada cuando se envía a Loyola una afluencia de pacientes con intoxicación alimentaria y se asigna a los médicos para averiguar si se puede contener la enfermedad o si es necesario informar sobre ella. Mientras trata a una adolescente, Carol la ve hacer las paces con su decepcionada madre. Daniel intenta compensar a Jenny, pero luego decide cancelar la cita para que ella tenga tiempo de reconciliarse con su madre. Jenny entonces le da una sorpresa a Carol: una reunión de los otros doctores y el personal para la fiesta de Navidad que ella planeó. |                       |                     |                                                |                           |                 |                      |
| 11 | «Blocking»            | Kimberly McCullough | Emily Halpern & Sarah Haskins                  | 9 de enero de 2020        | CSA111          | 4.84                 |
| La paciente de Carol, Amanda, tiene serias complicaciones por una infección urinaria, así que pide que la transfieran a la UCI de Loyola. Sin embargo, el jefe del departamento, el Dr. Mehta, se niega con el argumento de que no hay camas disponibles. La enfermera Dennis explica que esto es un «bloqueo», una forma de que los médicos rechacen a los pacientes para que no tengan que trabajar horas extras. Indignada, Carol va al Dr. Mehta para quejarse, solo para ser despedida como una interna humilde. Al ver que hay un montón de camas, Carol se hace pasar por un médico de cabecera para que Amanda sea admitida, enojando al Dr. Mehta, pero el Dra. Jacobs la defiende por hacer lo correcto. En otro lugar, Daniel y Jenny finalmente tienen su primera cita, pero Daniel se escapa para unirse al Dr. Frost para fumar cigarros con un legendario cardiocirujano antes de darse cuenta de su error y regresar. Jenny le dice que no quiere obligarlo a elegir entre su carrera y la suya, así que rompe con él.                                 |                       |                     |                                                |                           |                 |                      |
| 12 | «Peer Evaluations»    | Pamela Fryman       | John Blickstead & Trey Kollmer                 | 16 de enero de 2020       | CSA112          | 4.97                 |
| Los pasantes son convocados para sus evaluaciones obligatorias por pares. Tanto Caleb como Daniel están satisfechos con las suyas, pero Lexie y Carol reciben serias críticas: Lexie es regañada por ser emocionalmente distante de sus pacientes mientras que Carol es etiquetada como «condescendiente». Carol está enfadada, y cuando descubre que Daniel es responsable, se esfuerza por avergonzarlo e insultarlo como represalia. Para ayudar a Lexie con su falta de empatía, El Dr. Frost le pide que ayude a una paciente femenina que se niega a una cirugía cerebral que le salve la vida. Lexie intenta conectar con su paciente pero no lo hace hasta que decide mentir, contando a la paciente una historia falsa sobre cómo su abuela murió por negarse al tratamiento. Daniel y Carol salvan la vida de un hombre combinando sus observaciones; hablan las cosas y Carol reconoce que Daniel la respeta, pero quiere ser tratada con la misma cantidad de respeto a cambio.                                                                            |                       |                     |                                                |                           |                 |                      |
| 13 | «Night Lemons»        | Pamela Fryman       | Allison Gilbert, Emily Halpern & Sarah Haskins | 30 de enero de 2020       | CSA113          | 4.60                 |
| Mientras se queda a dormir en casa de Carol, Lexie se da cuenta de que interactúa con su amable vecino Jerry, e instantáneamente se da cuenta de que él siente algo por ella; le dice a Carol que sus «lentes de matrimonio» le impiden formar vínculos románticos y que necesita considerar la posibilidad de tener una cita. Con el estímulo de Lexie y Jenny, Carol se enfrenta a Jerry. Después de negar brevemente tales sentimientos, Jerry revela que ha estado obsesionado con ella durante años, incluso plantando un limonero solo para ella, que luego destruye cuando ella lo rechaza. El Dr. Frost se irrita por lo dependiente que es el hospital de la tecnología, e insiste en enseñar a Caleb, Daniel y a la Dra. Jacobs los métodos de diagnóstico tradicionales. Caleb está entusiasmado, pero los otros son despectivos. Sin embargo, cuando las técnicas del Dr. Frost salvan a un paciente de un diagnóstico incorrecto, aceptan que puede tener razón. Carol decide empezar a salir de nuevo.                                                   |                       |                     |                                                |                           |                 |                      |
| 14 | «Secrets»             | Lee Shallat Chemel  | Ari Berkowitz                                  | 6 de febrero de 2020      | CSA114          | 4.76                 |
| Carol se entera por un paciente, Eddie, de que Lexie está actuando en secreto en un stand-up, e invita a todo el mundo a asistir en una muestra de apoyo; sin embargo, durante su actuación, Lexie revela inadvertidamente el pasado romántico de Jenny y Daniel. Enfurecida porque el grupo se lo ocultó, Carol se niega a hablar con ninguno de ellos, incluso con Jenny. La Dra. Jacobs informa a Caleb que se ha denegado una reclamación al seguro para una mujer herida, lo que significa que no conseguirá la silla de ruedas que necesita. Después de intentar infructuosamente contactar con la aseguradora durante horas, Caleb se da por vencido y recurre a sacar dinero de su fondo fiduciario para pagar la silla. La amiga de Carol le da algo de perspectiva al revelar cuánto la quieren el personal del hospital y los pacientes, y así perdona al grupo, contenta de que al menos Jenny ya no esté saliendo con Daniel. Sin que ella lo sepa, los dos se besan en secreto después de darse cuenta de que aún sienten algo por el otro.              |                       |                     |                                                |                           |                 |                      |
| 15 | «Top of the List»     | Michael Shea        | Andy Roth                                      | 13 de febrero de 2020     | CSA115          | 4.83                 |
| Lexie descubre que la Dra. Jacobs tiene un tatuaje de un pato en su abdomen y decide averiguar por qué. Carol se ve obligada a trabajar con el Dr. Lewis, una fría y desagradable cirujana que se encarga del trasplante de hígado de Eddie. Trata a Carol más como una interna que como una doctora, lo que la molesta. Cuando ordena que la retiren del caso por ser demasiado «emocional», ella se enfrenta a él. Él le explica que necesita estar emocionalmente distante para poder hacer su trabajo correctamente, y ella lo perdona. La Dra. Jacobs decide divertirse un poco con Lexie contándole una larga historia incoherente sobre el tatuaje y luego, con suficiencia, le dice que todo es confidencial según las normas de privacidad del paciente (ella le había pedido a Lexie que se revisara un lunar) y que no puede decírselo a nadie. El grupo se da cuenta en el almuerzo de que el Dr. Lewis está enamorada de Carol, y que ella siente lo mismo.                                                                                               |                       |                     |                                                |                           |                 |                      |
| 16 | «Carol's Crush»       | Pamela Fryman       | John Blickstead & Trey Kollmer                 | 20 de febrero de 2020     | CSA116          | 4.70                 |
| Carol está emocionada al saber que la operación de Eddie fue un éxito. Mientras habla con él, la insta a ir tras el Dr. Lewis si realmente lo ama. El grupo le ofrece consejos para coquetear, pero Carol demuestra estar demasiado oxidada cuando lo intenta y termina avergonzándose. Un paciente les da a Caleb y Lexie un sillón de masajes como soborno a cambio de una nota médica falsificada. El Dr. Frost se molesta cuando Caleb le informa, pero secretamente confisca la silla para su propio uso después de avergonzarlos. Mientras cenaba con Jenny, Carol recibe una llamada del Dr. Lewis informándole que Eddie ha fallecido. Entristecida por la sensación de haber perdido a su primer paciente, sube a la azotea para un tranquilo recuerdo y lo encuentra haciendo lo mismo. El Dr. Lewis le dice a Carol que lo ha cambiado para mejor, y le muestra cuánto le importa besándola. |                       |                     |                                                |                           |                 |                      |
| 17 | «Plus Ones»           | Angela Barnes Gomes | Allison Gilbert & Asmita Paranjape             | 5 de marzo de 2020        | CSA117          | 4.68                 |
| El Dr. Lewis invita a Carol a una recaudación de fondos del hospital, que ella acepta. Sin embargo, en el evento, su preocupación porque su relación se mueva demasiado rápido se cristaliza cuando se entera de que él tiene la intención de hacer una oferta por una casa de playa en México, lo que hace temer que él tenga la intención de proponerle matrimonio. Carol recurre a mentir a otros huéspedes para que le superen la oferta; entre ellos está el Dr. Frost, que se da cuenta de que él también podría tener sentimientos por ella que no reconoce porque piensa en Carol más como una colega de confianza. Cuando la verdad sale a la luz, el Dr. Lewis le confiesa a Carol que siente que su relación va demasiado lenta ya que ella siempre le invita a citas, y él quiere cambiar eso. La Dra. Jacobs, Lexie y Caleb se ven obligados a llamar a Daniel y a un trabajador de mantenimiento para que ayuden a una «paciente» con un rizador en el pelo.                                                                                             |                       |                     |                                                |                           |                 |                      |
| 18 | «RIP Dr. Herman»      | Scott Ellis         | Becky Mann & Audra Sielaff                     | 12 de marzo de 2020       | CSA118          | 5.23                 |
| Carol es seleccionada para hacer una presentación a los doctores superiores. Sin embargo, su entusiasmo es efímero cuando la Dra. Lewis sugiere que no se presente, ya que teme que ponga en peligro su candidatura para el nuevo puesto vacante de jefe de personal contra el Dr. Frost. Carol está de acuerdo, pero se da cuenta de que está cansada de anteponer las necesidades de los demás a las suyas y rompe con él, renunciando a las relaciones románticas justo cuando el Dr. Frost se atreve a invitarla a salir. Daniel lucha por encontrar el regalo perfecto para el cumpleaños de Jenny, y Lexie señala que por una vez quiere hacer feliz a alguien que no sea él mismo; Daniel admite que tiene razón, lo cual Jenny escucha por casualidad. En última instancia, todo el mundo se sorprende cuando el exesposo de Carol, Richard, aparece en el hospital con la noticia de que es el nuevo jefe de personal. |                       |                     |                                                |                           |                 |                      |

## Producción

### Desarrollo
El 28 de enero de 2019, se anunció que CBS había dado a la serie, una orden de la producción del piloto. El piloto fue escrito por Emily Halpern y Sarah Haskins, quienes producen junto con Heaton, Aaron Kaplan y David Hunt. Las compañías de producción involucradas en el piloto incluyen FourBoys Entertainment, Kapital Entertainment y CBS Television Studios. El 12 de febrero de 2019 se anunció que Pamela Fryman dirigiría el piloto. El 6 de mayo de 2019, CBS había ordenado la producción de la serie. Al día siguiente, se anunció que la serie se estrenaría en el otoño de 2019 y se emitiría los jueves a las 9:30 p. m.
La serie se estrenó el 26 de septiembre de 2019. El 22 de octubre de 2019, CBS anunció una temporada completa de la serie con 18 episodios.

### Casting
En marzo de 2019, se anunció que Bonnie Dennison, Ito Aghayere, Kyle MacLachlan y Jean-Luc Bilodeau habían sido elegidos en los papeles principales del piloto. El 7 de junio de 2019, se anunció que Ashley Tisdale había reemplazado a Dennison en el papel de Jenny. El 5 de noviembre de 2019, se anunció que Cedric Yarbrough fue elegido como el Enfermero Dennis y fue promovido al elenco principal de la serie.

### Acusaciones de acoso sexual
En octubre de 2019 dos escritoras alegaron acoso sexual por parte del productor ejecutivo David Hunt. Después de sus quejas internas a la CBS, dijeron, el acceso de los escritores al set y a los presentadores, incluyendo a Hunt, fue limitado. Creyendo que esto era una represalia por sus quejas, dejaron el programa. A Hunt se le exigió que viera un vídeo de capacitación, aunque negó cualquier contacto inapropiado con cualquiera de las mujeres; los productores también dicen que las restricciones a los escritores habían sido planeadas antes de que se enteraran de las quejas de las mujeres.

## Lanzamiento

### Marketing
El 15 de mayo de 2019, CBS lanzó el primer tráiler oficial de la serie.

## Recepción

### Críticas
En Rotten Tomatoes la serie tiene un índice de aprobación del 53%, basado en 15 reseñas, con una calificación promedio de 6.23/10. El consenso crítico del sitio dice, «Mientras que Carol's Second Act obtiene altas calificaciones por llevar a Patricia Heaton al frente y al centro, la torpe trama y las bromas deslucidas le impiden estar a la altura de los altos estándares de su estrella». En Metacritic, tiene puntaje promedio ponderado de 61 sobre 100, basada en 10 reseñas, lo que indica «criticas generalmente favorables».

### Audiencias
| N.º | Título                | Fecha de emisión         | ÍA/CP (18–49) | Audiencia (millones) | DVR (18–49) | Audiencia DVR (millones) | Total (18–49) | Audiencia total (millones) |
| --- | --------------------- | ------------------------ | ------------- | -------------------- | ----------- | ------------------------ | ------------- | -------------------------- |
| 1   | «Pilot»               | 26 de septiembre de 2019 | 0.7/4         | 5.97                 | 0.5         | 2.41                     | 1.2           | 8.38                       |
| 2   | «You Give Me Fever»   | 3 de octubre de 2019     | 0.7/3         | 5.68                 | 0.4         | 2.02                     | 1.1           | 7.71                       |
| 3   | «The Zebra»           | 10 de octubre de 2019    | 0.6/3         | 4.95                 | 0.4         | 1.79                     | 1.0           | 6.75                       |
| 4   | «Marathon Day»        | 17 de octubre de 2019    | 0.7/3         | 5.08                 | 0.3         | 1.64                     | 1.0           | 6.73                       |
| 5   | «The Nightfloat»      | 24 de octubre de 2019    | 0.7/3         | 5.10                 | 0.3         | 1.54                     | 1.0           | 6.64                       |
| 6   | «Game Changer»        | 7 de noviembre de 2019   | 0.7/3         | 5.00                 | 0.3         | 1.60                     | 1.0           | 6.60                       |
| 7   | «Dr. Mom»             | 14 de noviembre de 2019  | 0.6/3         | 4.74                 | 0.3         | 1.45                     | 0.9           | 6.19                       |
| 8   | «Sick and Retired»    | 21 de noviembre de 2019  | 0.6/3         | 4.87                 | 0.3         | 1.51                     | 0.9           | 6.39                       |
| 9   | «Therapy Dogs»        | 5 de diciembre de 2019   | 0.6/3         | 4.70                 | 0.3         | 1.49                     | 1.1           | 6.19                       |
| 10  | «Merry December 19th» | 12 de diciembre de 2019  | 0.6/3         | 5.01                 | 0.3         | 1.44                     | 0.9           | 6.46                       |
| 11  | «Blocking»            | 9 de enero de 2020       | 0.6/3         | 4.84                 | —           | 1.62                     | —             | 6.46                       |
| 12  | «Peer Evaluations»    | 16 de enero de 2020      | 0.6/3         | 4.97                 | —           | 1.58                     | —             | 6.55                       |
| 13  | «Night Lemons»        | 30 de enero de 2020      | 0.6/3         | 4.60                 | —           | 1.59                     | —             | 6.20                       |
| 14  | «Secrets»             | 6 de febrero de 2020     | 0.5           | 4.76                 | 0.3         | 1.43                     | 0.8           | 6.20                       |
| 15  | «Top of the List»     | 13 de febrero de 2020    | 0.6           | 4.83                 | —           | 1.46                     | —             | 6.29                       |
| 16  | «Carol's Crush»       | 20 de febrero de 2020    | 0.6           | 4.70                 | —           | 1.43                     | —             | 6.14                       |
| 17  | «Plus Ones»           | 5 de marzo de 2020       | 0.6           | 4.68                 | —           | 1.46                     | —             | 6.14                       |
| 18  | «R.I.P. Dr. Herman»   | 12 de marzo de 2020      | 0.7           | 5.23                 | —           | 1.45                     | —             | 6.69                       |